# プロスペクト・パーク駅 (メトロ・トランジット)
プロスペクト・パーク駅（Prospect Park）はミネソタ州ミネアポリスにあるメトロ・トランジットのライトレール路線、グリーン・ラインの駅である。以前は29番街駅（29th Avenue）という駅名だった。ミネソタ大学トランジットウェイのすぐ南の29番街、4丁目とユニバーシティ・アベニューの間にある。
トランジットウェイ沿いの路線建設は2011年に始まり、駅の建設は2012年から始まった。駅は他の区間と合わせて2014年に開業した。